# Saison 1 de Section de recherches
Chronologie
Saison 2
Cet article présente les épisodes de la première saison de la série télévisée Section de recherches.

## Distribution
- Xavier Deluc : Major Martin Bernier
- Virginie Caliari : Adjudant Mathilde Delmas
- Kamel Belghazi : Capitaine Enzo Ghemara, chef du groupe homicide
- Chrystelle Labaude : Capitaine Nadia Angeli, chef du TIC
- Jean-Pascal Lacoste : Gendarme Luc Irrandonéa, informatique
- Julien Courbey : Léon, du TIC
- Olivia Lancelot : Lieutenant Nathalie Charlieu, chef du GOS (Groupe d'Observation et de Surveillance)
- Christian Sinniger : Colonel Derville, chef de la Section de recherches

## Liste des épisodes

### Épisode 1:Arrêt d'urgence
- France : 11 mai 2006 sur TF1
- Belgique : 9 novembre 2013 sur La Une

- France : 8,41 millions de téléspectateurs (33,8 % de part d'audience)[1] (première diffusion)
- Belgique : 152 000 téléspectateurs (10,2 % de part d'audience)[2] (première diffusion)

- Jacques Spiesser : Adjudant Daniel Pérez
- Candice Hugo : Fabienne Corentin
- Alexandre Zanetti : Rémi Corentin
- Sarah Delver : Dina Corentin
- Thierry Hancisse : Sylvio Cipriani
- Nathalie Kirzin : Sandra Cipriani
- Stéphane Blancafort : Pascal Legendre
- Guillaume Zublena : Maxime Rosinski
- Christian Loustau : Lieutenant Amaury Méchin
- Edouard Dorier : Franck Canteloup
- Gianni Giardinelli : Manuel Diaz
- Nebojsa Veljovic : Vassiliu
- Danielle Claverie : Laurence Achard
- Sylvie Caliot : Annie Paglia

### Épisode 2:Disparition
- France : 11 mai 2006 sur TF1
- Belgique : 9 novembre 2013 sur La Une

- France : 7,51 millions de téléspectateurs (33,3 %)[1] (première diffusion)
- Belgique : 164 000 téléspectateurs (12 %)[2] (première diffusion)

- Nicolas Berger-Vachon : Édouard
- Frédéric Maranber : Antoine Benard
- Cécile Thiry : Hélène Bernard
- Christian Loustau : Adjudant Méchin
- Julien Bravo : Julien Lavil
- Marc Citti : Michel Duval
- Jean-Christophe Lebert : Jean-Paul Perrant
- France Darry : Estelle Perrant
- Victor Cantat : Félix Bernard
- Roger Muni : Le fermier

### Épisode 3:Dérapages
- France : 18 mai 2006 sur TF1
- Belgique : 16 novembre 2013 sur La Une

- Belgique : 170 000 téléspectateurs (10,9 %)[3] (première diffusion)

- Guy Lecluyse : Quentin Pommel
- Anne Aor : Aline Vigan
- David Tissot : Christophe Vigan
- Sabrina Leurquin : Béatrice Tinet
- Éric Boucher : Pierre Tinet
- Annabelle Hettmann : Karine Vigan
- Dany Verissimo-Petit : Armelle Chautemps
- Antoine Basler : Jean Pommel
- Frédéric Guerbert : Jules Rossi
- Dominique Fouassier : Sylvain Garcia
- Yann Tremblay : Fabien Marois
- Georges Trillat : Viktor Luka Branević
- Valérie Ancel : Madame Leroux
- Hervé Lacroix : Monsieur Leroux
- Marie-Charlotte Leclaire : Anne-Lise
- Paul Minthe : Pâtissier
- Dominique Regnier : Psychiatre
- Marie-Christine Robert : Madame Pelletier

### Épisode 4:Handicap
- France : 18 mai 2006 sur TF1
- Belgique : 16 novembre 2013 sur La Une

- France : 7,71 millions de téléspectateurs (première diffusion)
- Belgique : 158 000 téléspectateurs (10,8 %)[3] (première diffusion)

- Anne Loiret : Cécile Carrel
- Antoine Stip : Thierry Carrel
- Anthony Martin : Hugo Carrel
- Noémie Elbaz : Jessica
- Benoît Dupac : Mathias Valois
- Farida Ouchani : Fatima
- Georges Trillat : Viktor Luka Branević
- Sophie Vaslot : Assistante Valois
- Marjorie Gorski : Prostituée
- David Mira-Jover : Lartiques
- Olivier Sabin : Chef des Gos
- Philippe Vendan-Borin : Livreur